# ウィル・ザ・サン・ライズ
「ウィル・ザ・サン・ライズ」 ("Will the Sun Rise?")はストラトヴァリウスの6枚目のシングルである。1996年にビクターエンタテインメントより日本国内のみでリリースされたマキシシングルである。タイトル曲以外はライブ版が収録されている。

## 収録曲
1. Will the Sun Rise? (5:06)
2. Speed of Light (3:23)
3. Will the Sun Rise? (5:26)
4. Eternity (6:33)
5. Father Time (6:06)
6. Distant Skies (4:24)